# Richard Easton
Richard Easton (* 22. März 1933 in Montreal; † 2. Dezember 2019 in New York City, New York) war ein kanadischer Schauspieler.

## Leben
Easton begann seine Schauspielkarriere als Jugendlicher beim Kindertheater und bei dem semiprofessionellen Montreal Repertory Theater. Nach weiteren Theaterstationen in seinem Heimatland Kanada studierte er an der Central School of Speech and Drama in London. Zurück in Nordamerika trat er 1954 erstmals beim American Shakespeare Festival unter Leitung von John Houseman auf. 1957 gab Easton sein Debüt am Broadway in Shakespeares Maß für Maß. Easton entwickelte sich zu einer bekannten Persönlichkeit des amerikanischen Theaters und trat in einem Zeitraum bis zum Jahr 2014 in über 20 Broadway-Produktionen auf. Zwischen 1984 und 1987 war er in Großbritannien Teil der Royal Shakespeare Company. 2001 kehrte er nach 30 Jahren Pause an den Broadway zurück und gewann dort für seine Darbietung als Dichter A. E. Housman in Tom Stoppards Theaterstück The Invention of Love den Tony Award als Bester Hauptdarsteller.
Zwar lag der Schwerpunkt seines Schaffens beim Theater, doch übernahm Eastman bereits seit 1952 auch verschiedene Fernsehrollen. Einem breiteren amerikanischen Fernsehpublikum wurde er durch die Familienserie The Brothers bekannt. In dieser spielte er von 1972 bis 1976 den Brian Hammond, der mit seinen Brüdern das väterliche Unternehmen erbt. Es folgten unter anderem Mitwirkungen an Serien wie Doctor Who und Frasier sowie Nebenrollen in den jeweils von Kenneth Branagh inszenierten Kinofilmen Henry V. und Schatten der Vergangenheit. Im Jahr 2002 verkörperte er den amerikanischen Gründervater Benjamin Franklin in der Dokudrama-Miniserie Benjamin Franklin. 2008 hatte er eine nennenswerte Nebenrolle an der Seite von Leonardo DiCaprio und Kate Winslet im Liebesdrama Zeiten des Aufruhrs. 2013 lieh er in dem Computerspiel Grand Theft Auto V die Figur Nigel seine Stimme.
2006 geriet Stoppard in die Schlagzeilen, als er während einer Theateraufführung von Tom Stoppards Stück The Cost of Utopia aufgrund von Herzproblemen auf der Bühne zusammenbrach und beinahe starb. Er konnte aber nach wenigen Wochen wieder auf die Bühne zurückkehren. 2009 erfolgte Eastons Aufnahme in die American Theater Hall of Fame. Easton starb 2019 im Alter von 86 Jahren an Herzversagen, er hinterließ keine direkten Hinterbliebenen.

## Filmografie (Auswahl)
- 1952–1959: General Motors Theatre (Fernsehserie, 5 Folgen)
- 1954: Both Ends Meet (Fernsehfilm)
- 1964: Geisterschwadron (Ghost Squad, Fernsehserie, Folge 3x02)
- 1965: Simon Templar (The Saint, Fernsehserie, Folge 3x14)
- 1971: Der Experte (The Expert, Fernsehserie, Folge 3x01)
- 1972: Kein Pardon für Schutzengel (The Protectors, Fernsehserie, Folge 1x13)
- 1972–1976: The Brothers (Fernsehserie, 85 Folgen)
- 1981: Chintz (Fernsehserie, 7 Folgen)
- 1982: Doctor Who (Fernsehserie, 4 Folgen)
- 1983: Young Warriors
- 1989: Henry V.
- 1991: Schatten der Vergangenheit (Dead Again)
- 1993: L.A. Law – Staranwälte, Tricks, Prozesse (L.A. Law, Fernsehserie, Folge 7x14 Die Liebe bei Shakespeare)
- 1997: Frasier (Fernsehserie, Folge 4x18 Hörspiel des Horrors)
- 2000: Forrester – Gefunden! (Finding Forrester)
- 2002: Benjamin Franklin (Miniserie, 3 Folgen)
- 2002–2003: Ed – Der Bowling-Anwalt (Ed, Fernsehserie, 2 Folgen)
- 2004: Law & Order: Special Victims Unit (Fernsehserie, Folge 5x23 Der Tod der alten Damen)
- 2005: Pizza
- 2007: American Experience (Fernsehserie, Folge 19x15)
- 2008: Zeiten des Aufruhrs (Revolutionary Road)
- 2011: Mildred Pierce (Miniserie, Folge 1x03)
- 2011: Boardwalk Empire (Fernsehserie, Folge 2x05 Wie man in den Wald hineinruft)